# Enemy Front
Enemy Front est un jeu vidéo de tir à la première personne se déroulant pendant la Seconde Guerre mondiale, développé et édité par la société CI Games pour Microsoft Windows, PlayStation 3 et Xbox 360. Le jeu a été annoncé en 2011 et sorti le 13 juin 2014,.

## Synopsis
Enemy Front nous replonge au plein cœur de la Seconde Guerre Mondiale, cette fois dans la peau d'un reporter de guerre.

## Système de jeu
Robert Hawkins est un correspondant de guerre américain qui est pris avec divers groupes de résistant à travers l'Europe au cours de la Seconde Guerre mondiale. En chemin, il trouve de l'aide sous la forme d'un commando norvégien, un agent allemand de la Special Operations Executive et une femme fatale de la résistance française, et également des alliés polonais. Le jeu se joue à travers divers flashbacks et comprendra des événements historiques réels, certaines d'entre elles mettant en évidence les atrocités nazies commises en Europe. Il visite aussi des théâtres de guerre, tels que la Pologne et la Norvège, qui sont restés en grande partie épargnée par les grands médias occidentaux et spécialement des autres jeux évoquant le sujet.
Le jeu a insisté grandement sur l'Insurrection de Varsovie, qui est représenté sur la moitié du jeu.

## Multijoueurs
Le jeu propose 3 modes : Match à mort, Match à mort par équipe et « Radio transmission ».

## Développement
Le jeu est développé par le studio polonais de CI Games. Le jeu a connu un long cycle de développement : annoncé en 2011 pour une sortie fin 2012, pour être ensuite reporté au début de l'année 2013 De nouveau reporté pour fin 2013, puis printemps 2014 et pour être finalement sortie le 13 juin 2014. Depuis sa création, le jeu a eu de nombreuses fonctionnalités ajoutées puis enlevées :  l'évacuation de Dunkerque, un système de santé personnalisable (permettant de choisir un système de régénération ou de santés dispersées sur la carte) et la mitraillette Lanchester sont des exemples de fonctionnalités non présentes dans le jeu final. Stewart Noir fut la production initiale du jeu, puis a quitté son poste. Steve Hart l'a remplacé par la suite au poste de directeur exécutif.
En 2013, le jeu prend un nouveau tournant en proposant un héros journaliste participant à la résistance polonaise.

## Accueil
Dans l'ensemble des critiques données par les journalistes et les joueurs, le jeu est mauvais. Pour cause : une mauvaise intelligence artificielle, des graphismes trop colorés, une campagne trop « générique », un multijoueurs vide, etc. Les articles de Jeuxvideo.com et GameSpot révèlent des problèmes d'images par seconde réguliers pouvant provoquer des plantages.